# Babimost (plaats)
Babimost (Duits: Bomst) is een stad in het Poolse woiwodschap Lubusz, gelegen in de powiat Zielonogórski en gemeente Babimost. De oppervlakte bedraagt 3,62 km², het inwonertal 4180 (2005). Van 1815 tot 1945 behoorde de stad tot Pruisen. In 1910 behoorde 49 % van de bevolking tot de Poolse minderheid en tot de katholieke confessie, terwijl 51 % van de bevolking bestond uit Duitsers, merendeels lutheranen.
In deze plaats bevindt zich Station Babimost.